# Georg Polonskij
Georg Polonskij (geboren 3. Märzjul. / 15. März 1871greg. in Jekaterinoslaw, Russisches Kaiserreich; gestorben um 1933) war ein Literaturwissenschaftler und Übersetzer russischer Literatur.

## Leben und Wirken
Georg Polonskij stammte aus einer jüdischen Familie und war wahrscheinlich ein Sohn des Schriftstellers Jakow Polonski. Um 1897 promovierte er in München und lebte danach einige Jahre dort.
Georg Polonsky übersetzte einige Werke russischer Autoren und verfasste Monographien und Artikel über die zeitgenössische russische Literatur.

## Werke (Auswahl)
Monographien
- Gewissen, Ehre und Verantwortung. Literar-psychologische Studien. Ibsen, Gleb Uspenski, Leo Tolstoj, Hermann Lukaschik, München, 1898, kurze Auszüge; wahrscheinlich Dissertation;  als Dr. Georg Polonsky
- Geschichte der russischen Literatur, München 1902, kurze Auszüge; Neudruck 2022
  - schwedische Übersetzung Ryska ... , 1906
  - [überarbeitete?] Neuauflage Russische Literaturgeschichte, von Alexander Brückner, 1919
- Priester Georgij Gapon [=der Führer der russischen Arbeiterbewegung], Schwetschke, Halle a. d. Saale, 1905

Übersetzungen
- Nikolai-on, Die Volkswirtschaft in Russland nach der Bauern-Emancipation, Hermann Lukaschik, München 1899
- W. Weressajew, Die Kolossows, 1903
- L. Melschin [d. i. Pjotr Jakubowitsch], Im Lande der Verstoßenen, 1903, als Georg Polonsky
- Iwan Bunin, Erzählungen, 1903, als Georg Polonskij
- Wladimir Korolenko, Ein gewöhnlicher Tag und andere Erzählungen, Marchlewski, München 1903
- Gleb Uspenski, Novellen, Marchlewski, München 1904
- Jewgeni Tschirikow, Die Juden, Marchlewski, München 1904 Digitalisat
- Leonid Andrejew, Das Leben Vater Wassili Fideiski's, Deutsch von G. Polonski, Ladyschnikow, Berlin 1908

Artikel
- Tolstojs Auferstehung, in Sozialistische Monatshefte, 1900, 4–6, S. 414–422
- Aus der russischen Belletristik, in Das literarische Echo, 1900/1901, S. 953f.
- [Russische Kulturstudien], in Münchner Neueste Nachrichten, 1904, Nr. 118[1]
- Ein Dichter des Proletariats, in Sigfrid Hoefert (Hrsg.): Russische Literatur in Deutschland, 1974, S. 130ff. Textanfang; über Maxim Gorki